# Neolaparus oralis
Neolaparus oralis är en tvåvingeart som först beskrevs av Wulp 1884.  Neolaparus oralis ingår i släktet Neolaparus och familjen rovflugor. Inga underarter finns listade i Catalogue of Life.